# Alfred Schifferli
Alfred Schifferli (* 20. Januar 1912 in Sempach; † 19. März 2007 ebenda) war ein Schweizer Ornithologe.

## Leben
Bereits Schifferlis Vater Alfred Schifferli senior, Lehrer in Sempach, war begeisterter Ornithologe und initiierte am oberen Sempachersee ein Jagdbanngebiet zum Vogelschutz, das von 1900 bis 1912 Bestand hatte.
Nach einem Studium der Zoologie in Basel leitete Schifferli ab 1934 die unter massgeblicher Mitwirkung seines Vaters zehn Jahre zuvor gegründete und in seinem Elternhaus angesiedelte Schweizerische Vogelwarte in Sempach, zuerst ehrenamtlich und ab 1945 bis 1974 hauptamtlich. Während dieser Zeit entwickelte sich die Schweizerische Vogelwarte zu einer international angesehenen ornithologischen Forschungs-, Beobachtungs- und Lehrstation. 
Schifferli war von 1953 bis 1956 Präsident des Vereins Schweizer Vogelschutz (heute BirdLife Schweiz). Er war Initiator und Herausgeber des 1980 erschienenen ersten Verbreitungsatlas der Brutvögel der Schweiz, dessen Konzeption und methodischer Aufbau für viele nachfolgende derartige Publikationen richtungsweisend wurde.

## Werke
- Aufgabe und Arbeit der Schweizerischen Vogelwarte Sempach. Sempach 1944.
- Ergebnisse der Lachmöven-Beringung in der Schweiz. Sempach 1945.
- 30 Jahre Schweizerische Vogelwarte Sempach. Sempach 1954.
- Migrations d’oiseaux au col de Bretolet. Sempach 1959.
- Auswirkungen einer Insektizid-Aktion gegen den Grauen Lärchenwickler auf die Vogelwelt im Goms (Oberwallis). Bern 1966.
- Die Vögel des Bodenseegebietes. 1970.
- Les oiseaux de la forêt. Sempach 1972.
- Verbreitungsatlas der Brutvögel der Schweiz. Kartographische Darstellung des Brutvorkommens aller einheimischen Vogelarten in den Jahren 1972 bis 1976. Sempach 1980.